# Al-Mu'ayyad Shaykh
Al-Mu'ayyad Shaykh, död 1421, var en egyptisk monark. Han var regerande sultan i Mamluksultanatet Egypten mellan 1412 och 1421.